# 天原公园
天原公园（又稱长宁老年公园）位于中華人民共和國上海市长宁区水城路735号，是一家三星级公园，原为卢湾区园林管理所苗圃，后划到长宁区，1984年改建，1986年建成开放，得名取自附近的天原化工厂，占地面积9389平方米，绿地面积5458平方米，内有115米的林带，一座六角亭，现为免费开放。